# Amy Liptrot

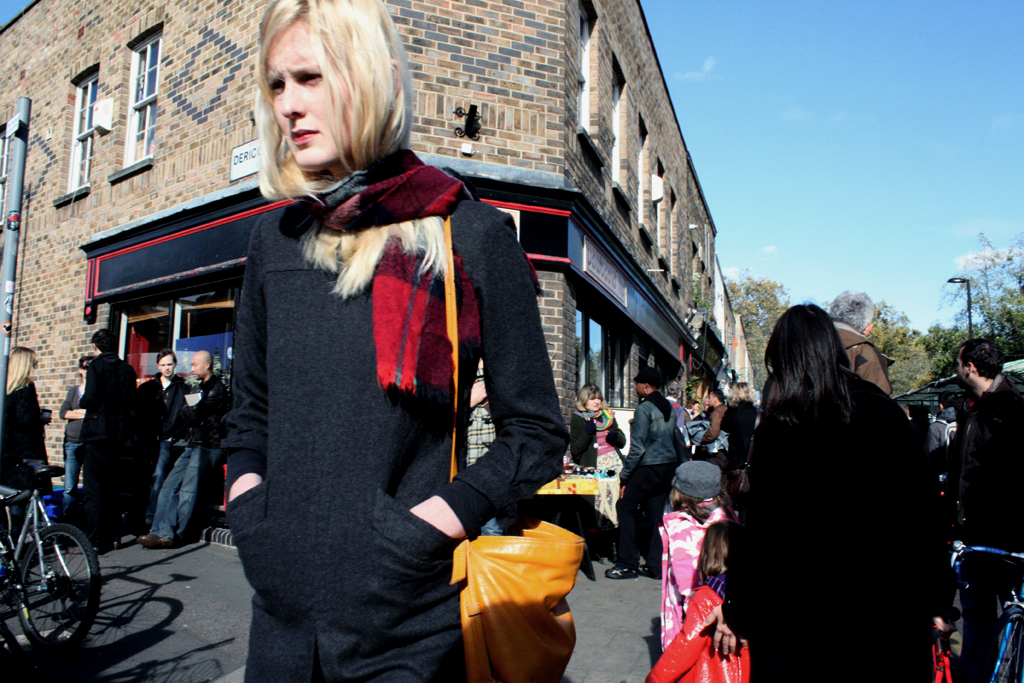
Amy Liptrot en el Broadway Market de Hackney, Londres, en 2008.

Amy Liptrot es una escritora y periodista escocesa. Fue galardonada con el Premio Wainwright de 2016 y el Premio PEN Ackerley de 2017 por sus memorias En islas extremas.

## Biografía
Creció en una granja en las islas Orcadas . Vivió en Londres durante diez años, recurriendo al consumo de alcohol y drogas. Tras perder su trabajo, su casa y su novio a causa de su adicción, regresó a las Orcadas para rehabilitarse. Relata estas experiencias en su primer libro, The Outrun, publicado en 2016. En España lo publicó la editorial Volcano bajo el título En islas extremas en 2017. 
Su segundo libro El instante se publicó en 2022. Describe un año que pasó viviendo en Berlín después del período cubierto en En islas extremas.

## Premios y distinciones
En enero de 2022, se anunció que Nora Fingscheidt dirigiría la adaptación cinematográfica de En islas extremas, producida y protagonizada por Saoirse Ronan. El rodaje comenzó en 2022 en las islas Orcadas.
- Premio Wainwright, 2016[2]
- Premio PEN/Ackerley, 2017[1]